# أرومانيون
أرومانيون (بالإنجليزية: Aromanians)‏ أو البلاخ (بالإنجليزية: Vlachs)‏ وهُم مجموعة عرقية من اللاتين تتواجد في جنوب البلقان في دبروجة في رومانيا ووسط اليونان و جنوب ألبانيا وجمهورية مقدونيا وبلغاريا وصربيا وهُم السكان الأصليون لأقاليم تراقية وإيليريا وإبيروس وثيساليا ومقدونيا، عددهم حوالي 175 ألف نسمة يتوزعون في دول البلقان، منهم 39,855 في اليونان و 8,266 في ألبانيا و 28,600 في رومانيا و 243 في صربيا و 891 في بلغاريا و 9,695 في مقدونيا ويدين أغلبهم بالمسيحية الأرذثوكسية ويتكلمون باللغة الأرومانية.

## السكان

### المستوطنات
يقدر عدد الأرومانيون في ألبانيا بما يتراوح بين 100,000 و 200,000 نسمة، من بينهم أولئك الذين لا يتحدثون اللغة ذاتها، إذ يُشكل المجتمع الأروماني حوالي 2% من مجمل السكان. في ألبانيا، يعيش الأرومانيون في موسكوبول، وهي أشهر مستوطناتهم، وفي بلدية كولونيخوي (حيثما يتمركزون)، وأيضًا في مدينة فيير، حيثما يتلقون تعليمهم في المدارس الابتدائية في أندون بوشي بالقرب من منطقة جيروكاستر (أرومانيان ليوروكاستراو)، منطقة سكارما (أرومانيان سكاريا) بالقرب من سارانده، وبوروفي بالقرب من كورتشي (أرومنيان كورسو) (1987).
خلَّص فريق بحث روماني في الستينات من القرن العشرين إلى أن الألبانيين الأرومانيين قد هاجروا إلى تيرانا، وستان كاربوناروي، ومنطقة اسكرابار، وبوجان، وبيليشت، وكورتشي، وسكنوا في كاراجا ولوشنيه وموسكوبول وداي رينجيد وبوشتيشي (أرومانيان بوشتيسا). ثمَّة عدد كبير من الأرومانيين ممن يقطنون في الجبل الأسود والبوسنة والهرسك، وربما كان السبب وراء ذلك هو الاستيعاب الكبير لهم من قِبَل السكان المحليين. في البداية، اعتنق الأرومانيون الديانة المسيحية ولكن بحلول عام 1000 انضموا إلى طائفة بوغوميل/ باتروين المسيحية وتم تحويلهم ليصبحوا صربيين. بعد الفتح العثماني، قام أهالي البوسنة والهرسك بتغيير ديانتهم معتنقين الإسلام لأسباب اقتصادية ودينية. ثمَّة العديد من الآثار البشرية للأرومانيين في البوسنة والهرسك، لا سيما في المقابر الكبيرة التي تغطي جميع أنحاء البوسنة، والتي تتكون من آثار جنائزية بدون صلبان على العموم.

## الأصول
ترتبط اللغة الأرومانية باللغة اللاتينية العامية المحكية في البلقان خلال الفترة الرومانية. من الصعب تحديد تاريخ وجود الأرومانيين في البلقان، بسبب وجود فجوة تاريخية واضحة بين الغزوات البربرية والإشارات الأولى لهم في القرنين الحادي عشر والثاني عشر. تُعدّ سجلات التاريخ البيزنطية غير مفيدة تمامًا ذلك أنه فقط في القرن الثالث عشر والرابع عشر والخامس عشر يتردد مصطلح أرومانيون (أو فلاكس) بشكل أكبر على الرغم من صعوبة التمييز بين أنواع الأرومانيين بسبب استخدام المصطلح في مواضيع مختلفة، مثل إمبراطورية سلالة آسن وتيسالي ورومانيا عبر نهر الدانوب. ومن المفترض أن الأرومانيين هم من نسل الجنود الرومان أو السكان الأصليين اللاتينيين (الإغريق أو الإيليريون أو التراقيون أو الدردانيون)، بسبب الوجود العسكري الروماني التاريخي في الأراضي التي سكنوها. يرى العديد من العلماء الرومانيين أن الأرومانيين كانوا جزءًا من الهجرة الداقية - الرومانية من شمال الدانوب بين القرنين السادس والعاشر، تدعم هذه النظرية بأن سكان «رومانيا العظمى» ينحدرون من الداقيون والرومان القدماء. يعتبر بعض العلماء اليونانيون أن الأرومانيون هم أحفاد الفيلق الروماني الذي تزوج من النساء اليونانيات. لا يوجد دليل يُثبت صحة أي من النظريتين، ويرى وينيفرث أن وجود برهان على ذلك أمرًا غير محتمل. تُشير الأدلة البسيطة الموجودة إلى أن موطن الأرومانيين (فلاكس) الأصلي كان في جنوب البلقان وشمال خط جيريتشك الذي عيَّن الحدود بين مجالات النفوذ اللغوي اللاتيني واليوناني. مع التقدم السلافي إلى حدود الدانوب في القرن السابع، اضُطر المتحدثون باللغة اللاتينية إلى الانتقال نحو الجنوب.